# Heterolocha juno
Heterolocha juno är en fjärilsart som beskrevs av Eugen Wehrli 1937. Heterolocha juno ingår i släktet Heterolocha och familjen mätare. Inga underarter finns listade i Catalogue of Life.